# Faro en la Galaxia
Faro en la Galaxia o Beacon in the Galaxy (BITG), es un proyecto de la NASA conformado por un equipo internacional de científicos dirigido por Jonathan Jiang, que busca contactar y transmitir mensajes en código binario a los extraterrestres inteligentes de la galaxia.

## Antecedentes
La NASA ha enviado previamente aspectos de la humanidad al espacio. El 16 de noviembre de 1974 se envió al espacio, desde el radiotelescopio de Arecibo, el conocido como mensaje de Arecibo. El mensaje tenía una longitud de 1679 bits y fue enviado en la dirección del cúmulo globular M13 y contiene información sobre la situación del sistema solar, de nuestro planeta y del ser humano. El mensaje fue diseñado por Frank Drake, Carl Sagan y otros.
En la Misión Lucy 2021 se incluyó una placa de oro que contiene su fecha de lanzamiento, las posiciones de los planetas en la fecha de lanzamiento, los continentes de la Tierra en el momento del lanzamiento, su trayectoria nominal y veinte discursos, poemas y letras de canciones de personas como Martin Luther King Jr., Carl Sagan, The Beatles y más.
Las Voyager 1 y 2 lanzadas en 1977, llevaron discos fonográficos bañados en oro con imágenes y sonidos destinados a reflejar la cultura humana, en caso de que alguna forma de vida inteligente de otros sistemas planetarios encuentre la nave espacial. El disco contiene fotos de la Tierra y sus formas de vida, una variedad de información científica, saludos hablados de personas como el Secretario General de las Naciones Unidas y el presidente de los Estados Unidos y un popurrí, "Sonidos de la Tierra", que incluye los sonidos de las ballenas, el llanto de un bebé, las olas rompiendo en la orilla y una colección de música que incluye obras de Wolfgang Amadeus Mozart, Blind Willie Johnson, Chuck Berry y Valya Balkanska. Se incluyen otros clásicos orientales y occidentales, así como diversas actuaciones de música indígena de todo el mundo. El registro también contiene saludos en 55 idiomas diferentes.

## Mensaje
El mensaje está realizado en código binario actualizado, porque según los impulsores del proyecto sería muy probablemente comprensible para todas las inteligencias.

Se estructura inicialmente con un número primo, para remarcar el origen artificial del mensaje. Posteriormente se desarrolla nuestro sistema numérico en base 10, junto con las operaciones matemáticas básicas. Después se muestra el átomo de hidrógeno y el concepto del tiempo, para marcar cuándo se envía el mensaje. El siguiente paso es introducir los elementos básicos de la tabla periódica y finalmente se revela la estructura del ADN humano.

Consta de 13 partes que tienen aproximadamente 204 000 dígitos binarios efectivos (25 500 bytes) y contiene conceptos matemáticos y físicos básicos, que buscan establecer un medio de comunicación universal en el supuesto de que lo lea vida inteligente; la posición del Sistema Solar en la Vía Láctea, dando referencias de cúmulos globulares cercanos y su distancia de la Vía Láctea; la composición bioquímica de los seres vivientes de la Tierra; fotografías digitalizadas de un hombre y una mujer, junto a una estructura de ADN de doble hélice; y representaciones digitalizadas del Sistema Solar y la superficie de la Tierra con una imagen digitalizada de un objeto que cae en dirección hacia abajo para simbolizar la gravedad en la Tierra.
También se incluye una invitación a los extraterrestres para que respondan de la misma manera.
El equipo propone que de ser aprobado el mensaje, se utilicen el radiotelescopio esférico de quinientos metros de apertura (FAST), en China, y el conjunto de telescopios Allen del Instituto SETI, en California.